# میکولا میلچف
میکولا میلچف (اوکراینی: Микола Миколайович Мільчев؛ زادهٔ ۳ نوامبر ۱۹۶۷) تیرانداز اهل اوکراین بود.